# Gabriela Baeza
Gabriela Baeza Zamora es una activista, conferencista y experta en desarrollo sustentable mexicana, reconocida por popularizar el movimiento cero basura en Latinoamérica a través del cortometraje documental El reto, estrenado el 8 de julio de 2017. Desde entonces, Baeza ha brindado conferencias en importantes eventos de temática medioambiental como el Green Expo, el Ecofest y el Congreso de Economía Circular de México. En julio de 2019 el diario El País la incluyó en su lista de los «10 líderes mundiales que no se rinden».

## Primeros años y estudios
Baeza nació en Ciudad de México. Estudió Ciencias Ambientales y más tarde realizó una especialización en Economía Ambiental y Ecológica en la Universidad Nacional Autónoma de México UNAM. Posteriormente cursó una maestría en Desarrollo Sustentable con las universidades de Utrecht y Leipzig. Durante su estadía en Europa brindó conferencias sobre conservación en países como Austria, Serbia y Croacia.

## Carrera
Tras obtener su maestría, Baeza se vinculó profesionalmente a la Cooperación Alemana al Desarrollo Sustentable GIZ, desempeñándose como asesora del programa de aprovechamiento energético de residuos. En 2016 empezó a implementar en su vida cotidiana los conceptos promulgados por el movimiento cero basura, un movimiento internacional que se basa en la reutilización de residuos que normalmente son almacenados o incinerados, contribuyendo de esta manera a la descontaminación del planeta. En 2017, Baeza logró notoriedad en su país natal y en Latinoamérica al producir y dirigir el cortometraje documental El reto, donde cuenta su experiencia desde que se acogió a dicho estilo de vida. El corto, realizado por una pequeña productora local, obtuvo una fuerte repercusión en las redes sociales, logrando millonarias reproducciones.
Desde ese momento, Baeza ha registrado varias apariciones en los medios, donde explica la filosofía del movimiento y brinda consejos para que sea aplicado de manera efectiva en los hogares. Como conferencista, ha participado en importantes eventos medioambientales como el Congreso de Economía Circular de México, el Green Expo y el Ecofest, entre otros.
El método propuesto por Baeza implica la utilización de envases de vidrio y bolsas de papel, las compras a granel, la reutilización y el reciclaje. En su blog, Baeza brinda consejos sobre el tema y pone a disposición del público contenido de sensiblización ambiental.

## Filmografía
- 2017 - El reto (cortometraje documental)